# Gynochthodes
Gynochthodes là một chi thực vật có hoa trong họ Thiến thảo (Rubiaceae).

## Loài
Chi Gynochthodes gồm các loài: